# 耳疔
耳疔是指发生于外耳道的疖肿，以局限性红肿，突起如椒目为其特征相当于西医的外耳道疖。該疾病在中國最早在明代的醫書《外科大成》有記載。其成因常與游泳、淋浴等時候水進入耳朵，或挖耳時損傷皮膚等有關。

## 外部連結
- 外耳道癤腫 中藥方劑圖像數據庫 (香港浸會大學中醫藥學院) （中文）（英文）